# 穆罕默德五世 (奥斯曼帝国)
穆罕默德五世（1844年11月2日—1918年7月3日），又稱雷沙德蘇丹，是奥斯曼帝国第三十五代苏丹，第114代伊斯蘭哈里發。他是苏丹阿卜杜勒·迈吉德之子。
在其9年統治期間，伊斯坦堡以西的帝國領土，包括利比亞（義土戰爭被割讓給義大利）與佐澤卡尼索斯群島（第一次巴爾幹戰爭被割讓給希臘）都遭到了災難性損失，並且讓鄂圖曼帝國加入第一次世界大戰，導致了帝國的終結。

## 生平

### 上位前

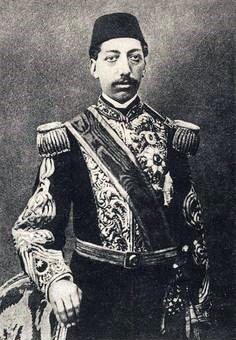
年輕時的穆罕默德五世

穆罕默德五世在1844年11月2日出生於蘇丹阿卜杜勒-邁吉德一世與其第四任妻子古爾占瑪爾及其家族所居住的徹拉安宮。他是阿卜杜勒-邁吉德一世的五個子嗣中的第四個，也是唯一的兒子；此時他的四個姊妹中，法特瑪蘇丹女與列菲亞蘇丹女已經成年。此外他還有40個同父異母的兄弟姊妹。1851年，未來蘇丹的母親去世，那時穆罕默德五世只有7歲，後來他跟他的姊妹就被阿卜杜勒-邁吉德一世移交給其第一任妻子塞爾維瑟薩撫養。塞爾維瑟薩於1878年去世，也是在其繼子登基之前。所謂未來的蘇丹，是按照鄂圖曼宮廷傳統來培養的，而穆罕默德五世學習了阿拉伯語、波斯語以及其他必要科目。
在穆罕默德五世的父親和叔叔阿卜杜勒-阿齊茲一世統治期間，他過著非常自由的生活。1876年，其兄長阿卜杜勒-哈米德二世繼位。按照傳統，穆罕默德五世將成為王位繼承人，並開始一直受到監視，這是因為阿卜杜勒-哈米德二世與因政變上台的哥哥穆拉德五世一樣，都很害怕被推翻。因此，穆罕默德五世被禁止用電話進行交談，因為他在打電話給他的親戚時所說的每一句話，對蘇丹阿卜杜勒-哈米德二世來說似乎都很可疑。因此，穆罕默德五世一直生活在對生命的恐懼之中。

### 登基

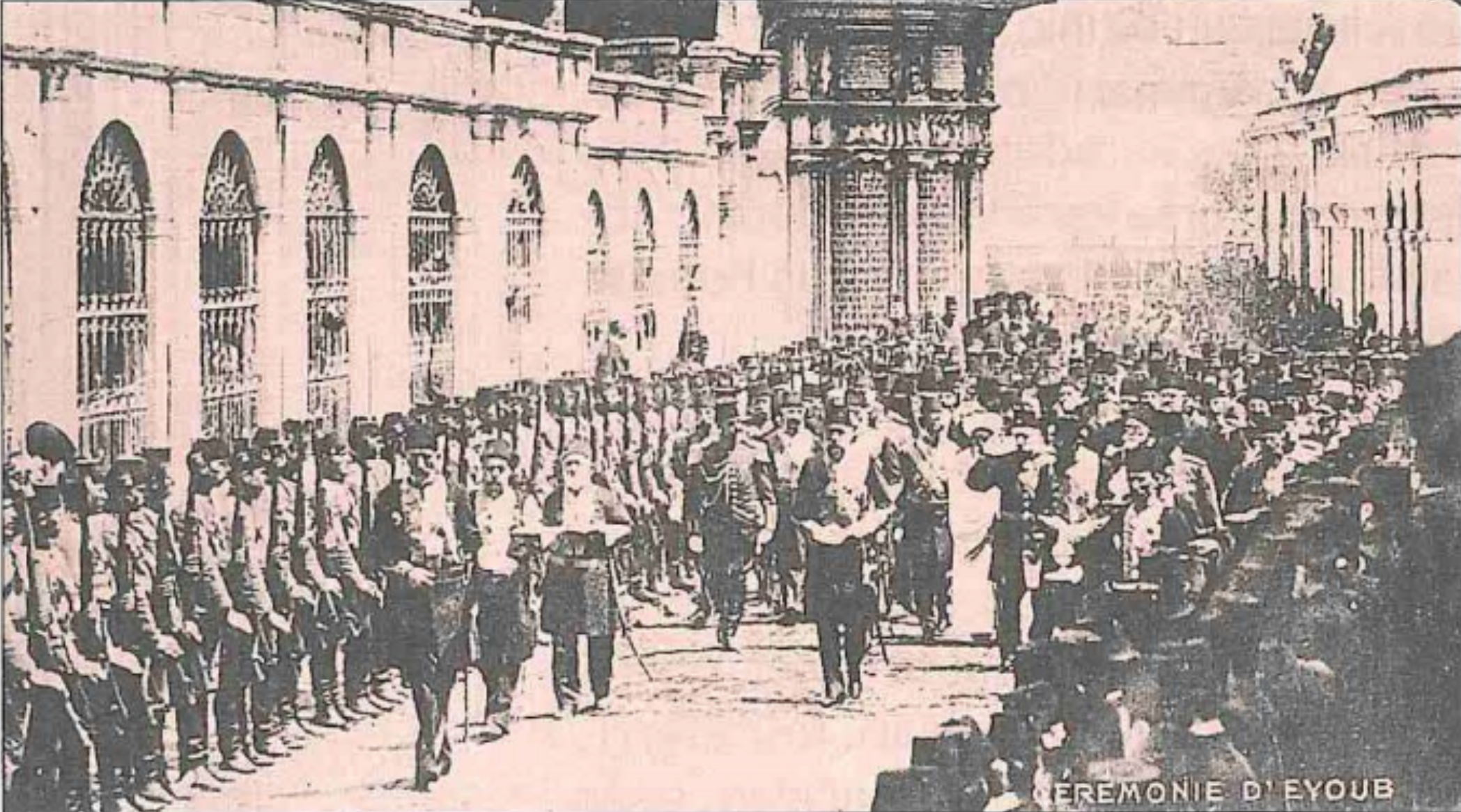
穆罕默德五世與遊行隊伍

1909年，帝國議會投票決定讓阿卜杜勒-哈米德二世退位，並讓當時已是王儲的穆罕默德五世繼位。阿卜杜勒-哈米德二世退位後便隨即乘坐火車至塞薩洛尼基。與此同時，由於其體格關係，他好不容易才將鄂圖曼之劍束在他的腰上。不同於以往蘇丹，穆罕默德五世允許所有不同信仰的人都可觀看其加冕儀式，謝赫伊斯蘭、君士坦丁堡普世牧首、哈克哈姆·巴希（居住於鄂圖曼帝國的犹太人首席拉比）和亚美尼亚使徒教会的牧首都曾到場目睹，也因此，紐約時報得以能詳細的紀錄之。
根據米德哈特憲法，穆罕默德五世實際上是虛位元首，而主要權力則落在了三帕夏：塔拉特帕夏、恩維爾帕夏和傑馬爾帕夏的手上（詳細內容在此）。

### 義土戰爭
自1911年9月起，的黎波里戰爭戰爭爆發，鄂圖曼帝國進入了戰爭時期。然而，此時鄂圖曼帝國海軍相當不完整，帝國無法阻止義大利軍隊的登陸。該戰爭最後在1912年10月16日結束。根據1912年10月18日的烏奇條約，利比亞與羅得島被割讓給義大利。

### 巴爾幹戰爭
1912年10月8日，包括保加利亞、希臘、塞爾維亞和蒙特內哥羅在內的巴爾幹同盟入侵了今屬阿爾巴尼亞的鄂圖曼領土。巴爾幹同盟的襲擊震驚了鄂圖曼帝國的政府。巴爾幹聯同盟軍隊共有700,000名士兵，但鄂圖曼士兵擁有最新的武器。然而，這並沒有幫助到鄂圖曼帝國，因為他們缺乏的是經驗豐富的軍官、冬季制服和補給品，在戰爭前的夏天，鄂圖曼軍官甚至還做出了解散70000動員軍隊的災難性決定。不久隨著戰爭進展，希臘軍隊占領了塞薩洛尼基，塞爾維亞軍隊在庫馬諾沃戰役勝利，保加利亞軍隊在柯克基利斯之戰與盧勒布爾加斯戰役擊敗鄂圖曼軍隊，最後在阿德里安堡之圍中，鄂圖曼丟失了埃迪爾內。戰爭開始六個月後，保加利亞軍隊距離君士坦丁堡只剩下60公里。最後該戰爭在1913年5月30日結束。
然而，在當初簽訂條約後，對於諸如馬其頓之類的領土糾紛並沒有被解決，為應對保加利亞的領土要求，希臘與塞爾維亞變聯合起來反對保加利亞，最後1913年6月16日，保加利亞襲擊了曾經的盟友，隨後第二次巴爾幹戰爭爆發。這場戰爭雖然只持續了一個月，但卻是十分血腥的一場戰役，最終保加利亞被擊敗。隨後簽訂布加勒斯特條約（鄂圖曼帝國並未在內），戰爭告終。而後，保加利亞與鄂圖曼帝國另外簽訂了君士坦丁堡條約，鄂圖曼帝國得以收復埃迪爾內及其附近的領土。

#### 1913年政變
早在1911年的時候，聯合進步委員會就因為內部分歧而發生分裂，主張更加自由、分權的人們隨後另組一個叫自由和谐党，與聯合進步委員會對峙長達一年。後來，卡米勒帕夏在穆罕默德五世批准下，並在當年年底與聯合進步委員會開啟和談。聯合進步委員會懷疑自由派政府向西方列強妥協，將舊都埃迪爾內割讓給保加利亞，聯合進步委員會遂以此為藉口，趁民怨所向，偷襲高門。期間甚至還誤殺了纳泽姆帕夏；卡米勒帕夏則被迫辭職。隨後，政變發起人之一的恩維爾帕夏將其辭職信交到穆罕默德五世的宮殿，並親自遞給他批准。
隨後，他們建立起叫做「三帕夏」的三頭同盟政權。在其親德路線的驅使下，他們很快就退出了當時還在進行的倫敦和會，並與德國結盟。第一次世界大戰爆發後，鄂圖曼遂加入同盟國。

### 第一次世界大戰以後
1914年8月2日，鄂圖曼帝國與德國締結了秘密聯盟，儘管它並沒有長期地保持秘密。同年11月5日，鄂圖曼帝國加入第一次世界大戰，為此，作為忠實的哈里發，穆罕默德五世正式向協約國宣布發動聖戰，並就任最高指揮官。然而實際上，軍隊指揮權是由恩維爾帕夏、蘇丹副官科爾瑪·馮·德·戈爾茨與弗里茨·布朗薩特·馮·謝倫多夫所指揮。鄂圖曼軍隊由四支部隊組成，兩支軍隊在小亞細亞，第三支軍隊駐紮在亞美尼亞西側，第四支軍隊駐紮在地中海海岸。1915年，在加里波利之戰勝利後，他被授予「加齊」稱號。1916年1月27日，他接過普魯士陸軍元帥的指揮棒。
到了1918年，帝國的軍事形勢幾乎沒有希望。穆罕默德五世在1918年7月3日（或者7月2日）死於心臟病。在他死後四個月，大馬士革與貝魯特相繼淪陷，兩個月後，君士坦丁堡被協約國艦隊佔領。

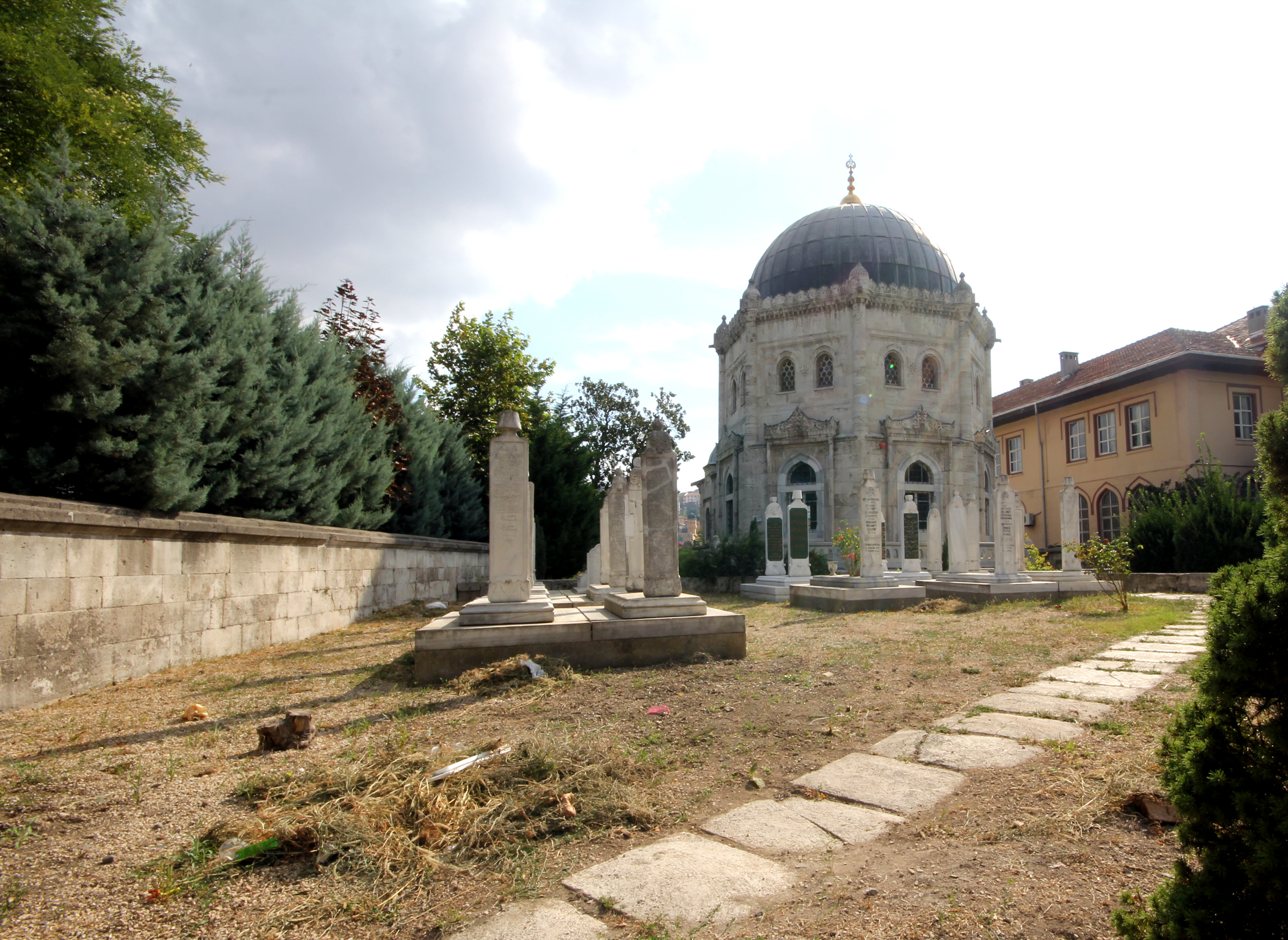
穆罕默德五世的圖爾貝（英语：Türbe）（陵墓）位於伊斯坦堡埃于普區的埃于普蘇丹清真寺
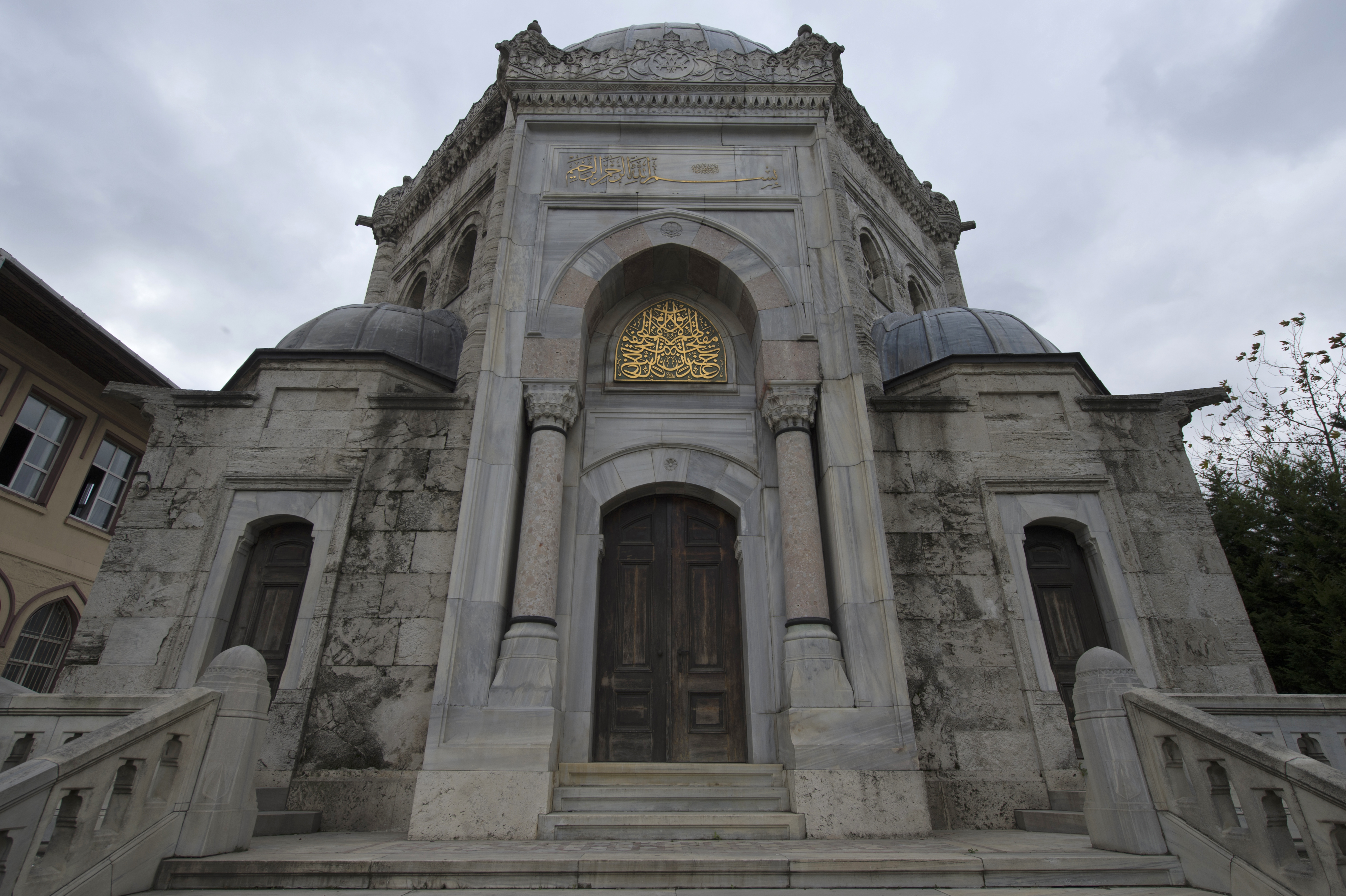
穆罕默德五世之墓正門特寫
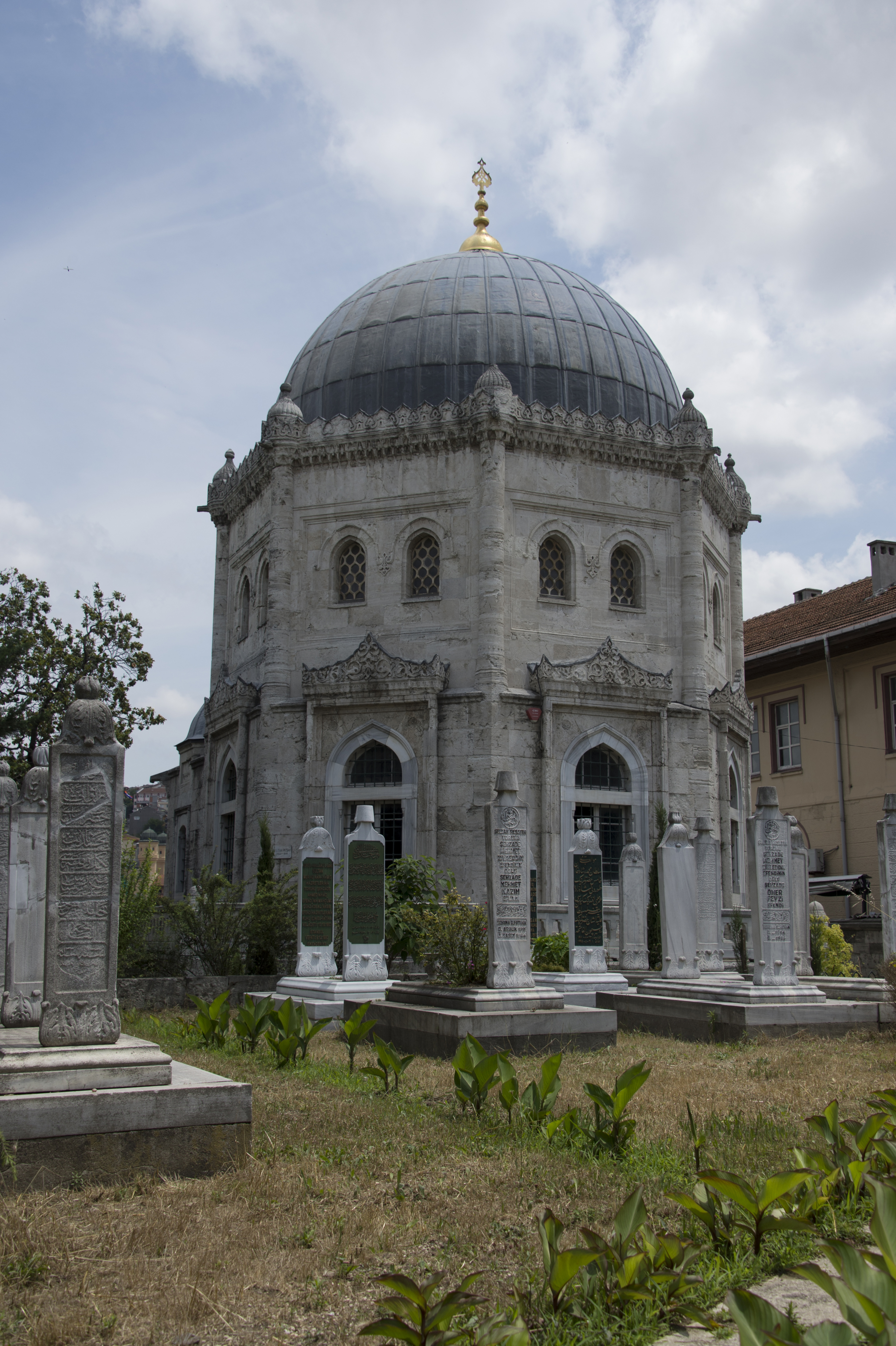
穆罕默德五世之墓後面外觀
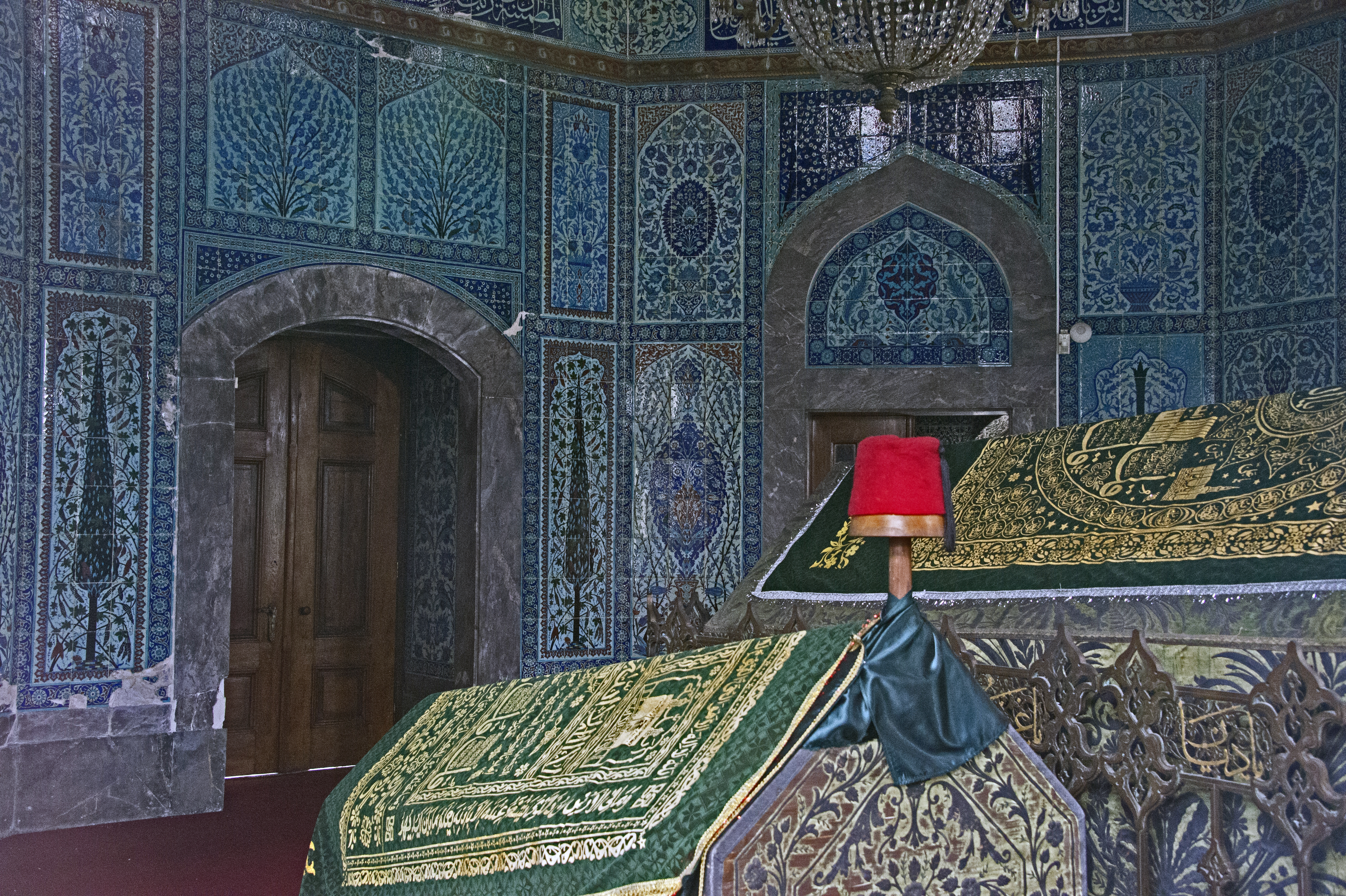
穆罕默德五世之墓內部

## 配偶與子嗣
穆罕默德五世有多名配偶與子嗣：
| 名字                                                        | 出生                                                      | 逝世                                                      | 備註                                                      |
| 卡穆蕾斯（1872年8月30日結婚；1855年3月5日–1921年4月30日）   | 卡穆蕾斯（1872年8月30日結婚；1855年3月5日–1921年4月30日） | 卡穆蕾斯（1872年8月30日結婚；1855年3月5日–1921年4月30日） | 卡穆蕾斯（1872年8月30日結婚；1855年3月5日–1921年4月30日） |
| ----------------------------------------------------------- | --------------------------------------------------------- | --------------------------------------------------------- | --------------------------------------------------------- |
| 什拉德·穆罕默德·齊亞丁                                      | 1873年8月26日                                             | 1938年1月30日                                             | 結過五次婚，育有兩子六女                                  |
| 杜魯瓦登（1876年10月10日結婚；1860年5月16日-1917年3月8日）  |                                                           |                                                           |                                                           |
| 穆罕默德·內克梅丁·埃芬迪                                    | 1878年6月23日                                             | 1913年6月27日                                             | 無配偶                                                    |
| 米倫吉茲（1887年4月4日結婚；1869年10月15日-1938年12月12日） |                                                           |                                                           |                                                           |
| 塞扎德·奧馬爾·希爾米                                        | 1886年3月2日                                              | 1935年11月2日                                             | 結過三次婚並各有子女一位                                  |
| 納茲珀弗（1870年6月12日–1929年3月9日）                      |                                                           |                                                           |                                                           |
| 雷亞蘇丹                                                    | 生於1887年                                                | –                                                         | 早夭                                                      |
| 蒂爾菲尼 (约1890年–约1952年)                                |                                                           |                                                           |                                                           |
| 不明                                                        |                                                           |                                                           |                                                           |

## 圖片集

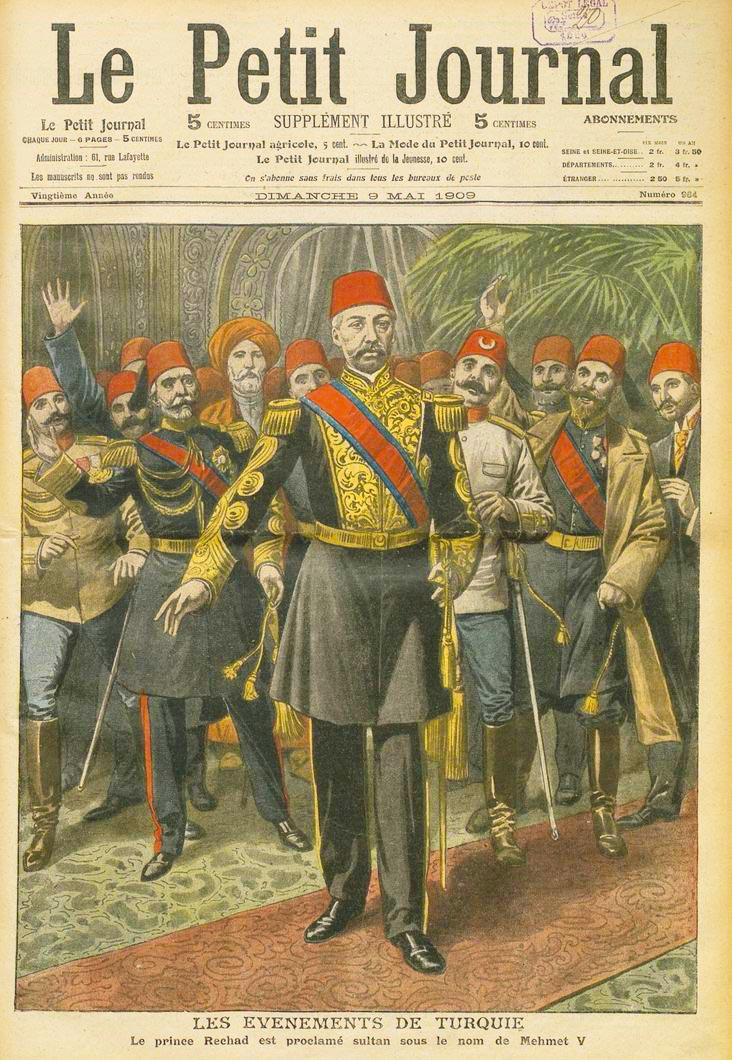
穆罕默德五世於1909年被宣佈為蘇丹。圖源自Le Petit Journal
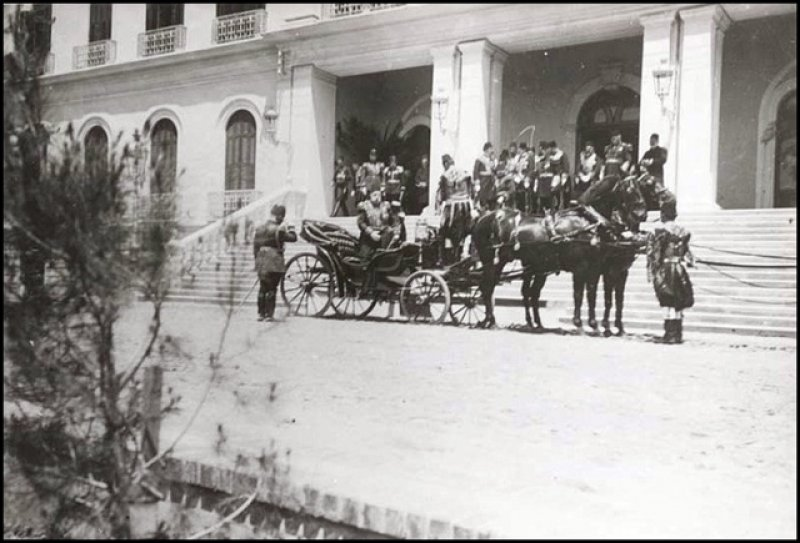
1909年，穆罕默德五世抵達鄂圖曼帝國的塞拉尼克（塞薩洛尼基）。
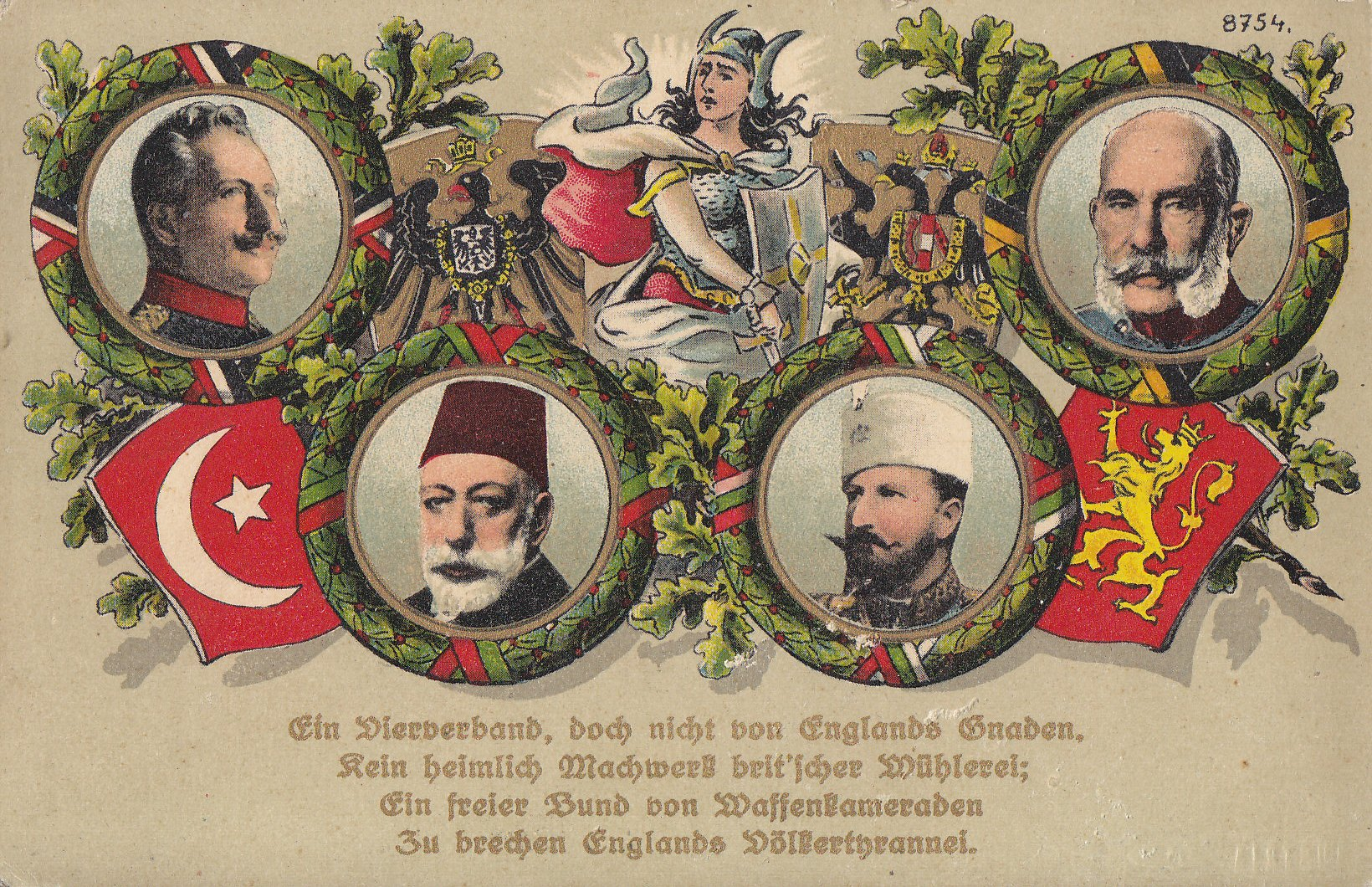
威廉二世、穆罕默德五世、法蘭茲·約瑟夫一世、斐迪南一世，是一戰期間的同盟國「四大皇帝」
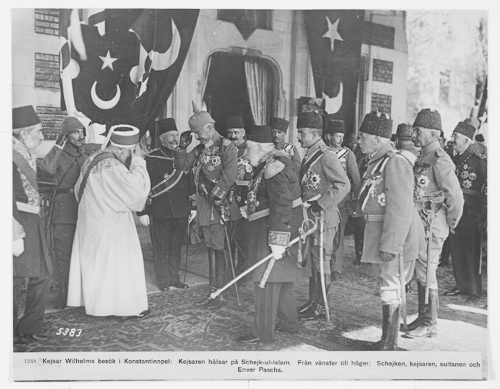
一戰期間，穆罕默德五世與恩維爾帕夏正在接待威廉二世（之一）
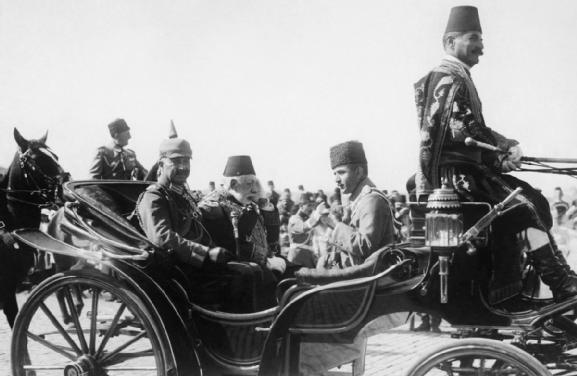
一戰期間，穆罕默德五世與恩維爾帕夏正在接待威廉二世（之二）
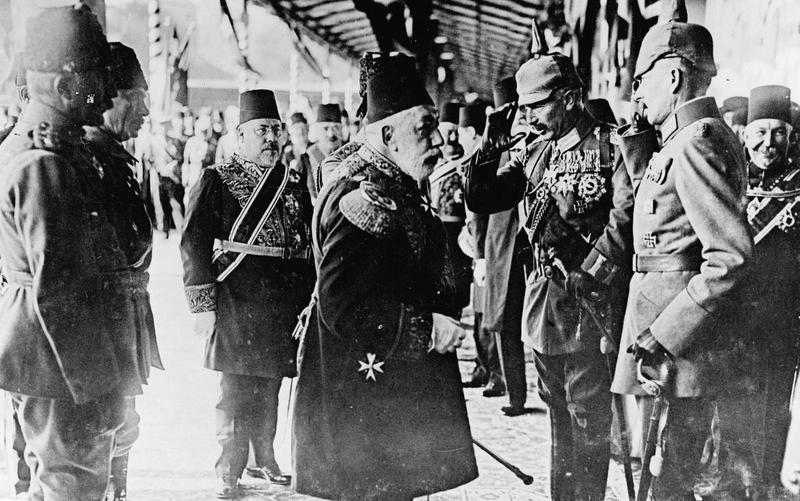
一戰期間，穆罕默德五世與恩維爾帕夏正在接待威廉二世（之三）
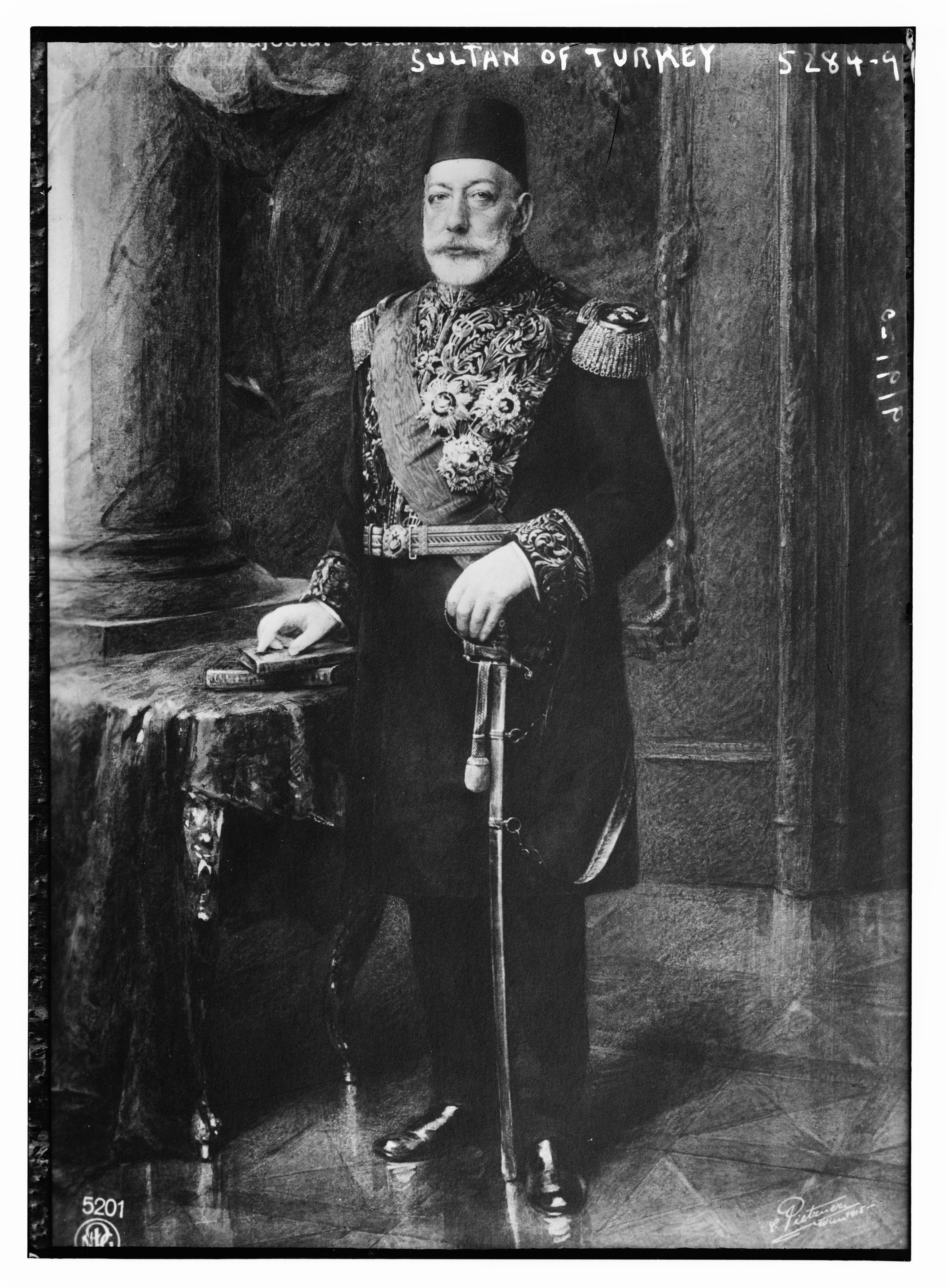
穆罕默德五世之肖像（之一）
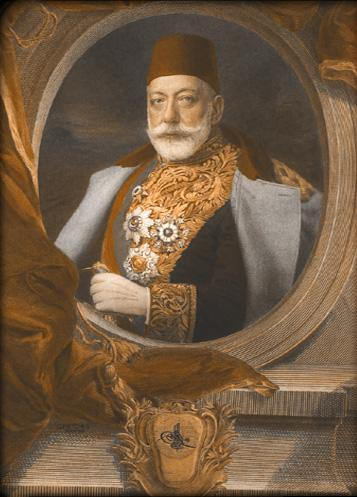
穆罕默德五世之肖像（之二）
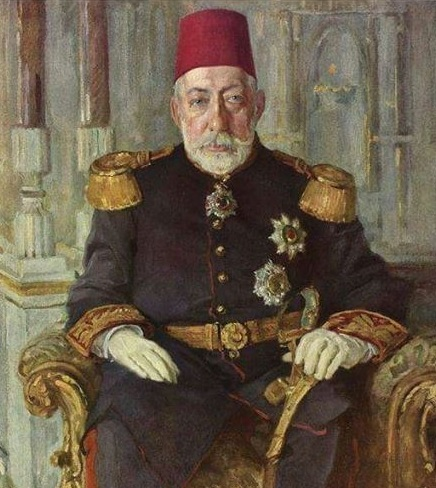
穆罕默德五世之肖像（之三）
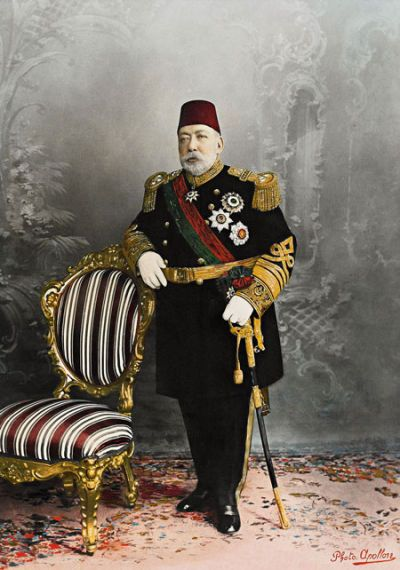
身穿鄂圖曼帝國海軍軍服的穆罕默德五世之肖像

## 勳章
鄂圖曼帝國頒布的榮譽
- 新月勳章（英语：Order of the Crescent）
- Medjidie勳章（英语：Order of the Medjidie）
- 奧斯曼尼耶勳章（英语：Order of Osmanieh）
- 榮耀勳章（英语：Order of Glory (Ottoman Empire)）

從外國頒布的榮譽
- 馬克西約瑟夫勳章（英语：Military Order of Max Joseph）（巴伐利亞）
- 聖斯蒂芬勳章（英语：Order of Saint Stephen of Hungary）[46]（奧匈帝國）
- 卡拉喬爾杰之星勳章（英语：Order of Karađorđe's Star）[47]（南斯拉夫）